# Annen
Annen (安然?; 841 – 915) è stato un monaco buddista giapponese appartenente alla scuola Tendai, vissuto nella prima parte dell'era Heian.
Tra i suoi titoli postumi si ricordano Godai'in Ajari (五大院阿闍梨?), Akaku Daishi (阿覚大師?), Fukushū e Shinnyo Kongō (福集, 真如金剛).

## Biografia
Nacque ad Ōmi, non lontano dall'odierna Kyoto ma l'origine della sua famiglia non è nota, sebbene si tramanda fosse un discendente dello stesso Saichō. Allievo di Ennin, dopo la morte di costui divenne discepolo del monaco Henjō. Oltre ad approfondire lo studio delle due fonti principali del Tendai, cioè il mahāyāna (顕教) e il mantrayāna (密教), si dedicò allo studio della Regola (vinaya) e delle basi della scrittura sanscrita (shittan, 悉曇) disciplina in cui divenne uno dei più grandi esperti della sua epoca. Nell'anno 877 (primo anno di gen'ei, 元慶) dovette rinunciare ad un viaggio di studio in Cina ma nell'884 ottenne il titolo di Ajari e divenne abate del tempio Gen'eiji (元慶寺). Negli ultimi anni fece costruire sul monte Hieizan il padiglione Godai'in (五大院) e si dedicò esclusivamente agli studi. In particolare si deve ad Annen l'importanza attribuita alle dottrine del sūtra Dainichikyō (大日経, sanscrito Mahāvairocanasūtra) nel Tendai ed è per questo considerato il principale fondatore della corrente Taimitsu (台密).